# Celadas
Celadas ist ein ostspanischer Ort und eine Gemeinde (municipio) mit 329 Einwohnern (Stand: 2024) im Zentrum der Provinz Teruel in der Autonomen Region Aragonien im östlichen Zentralspanien.

## Lage und Klima
Celadas liegt im Süden des Iberischen Gebirges etwa 15 Kilometer (Fahrtstrecke) nördlich der Stadt Teruel in einer Höhe von ca. 1120 m. Das Klima ist gemäßigt bis warm; Regen (ca. 446 mm/Jahr) fällt übers Jahr verteilt.

## Bevölkerungsentwicklung
| Jahr      | 1970 | 1981 | 1991 | 2001 | 2011 | 2021 |
| Einwohner | 660  | 555  | 488  | 398  | 417  | 373  |

Die Mechanisierung der Landwirtschaft sowie die Aufgabe bäuerlicher Kleinbetriebe und der daraus resultierende Verlust an Arbeitsplätzen haben in der zweiten Hälfte des 20. Jahrhunderts zu einem deutlichen Bevölkerungsrückgang (Landflucht) geführt.

## Sehenswürdigkeiten
- Dominikuskirche (Iglesia de Santo Domingo)
- Quiterienkapelle
- Rathaus, früher befestigter Palast

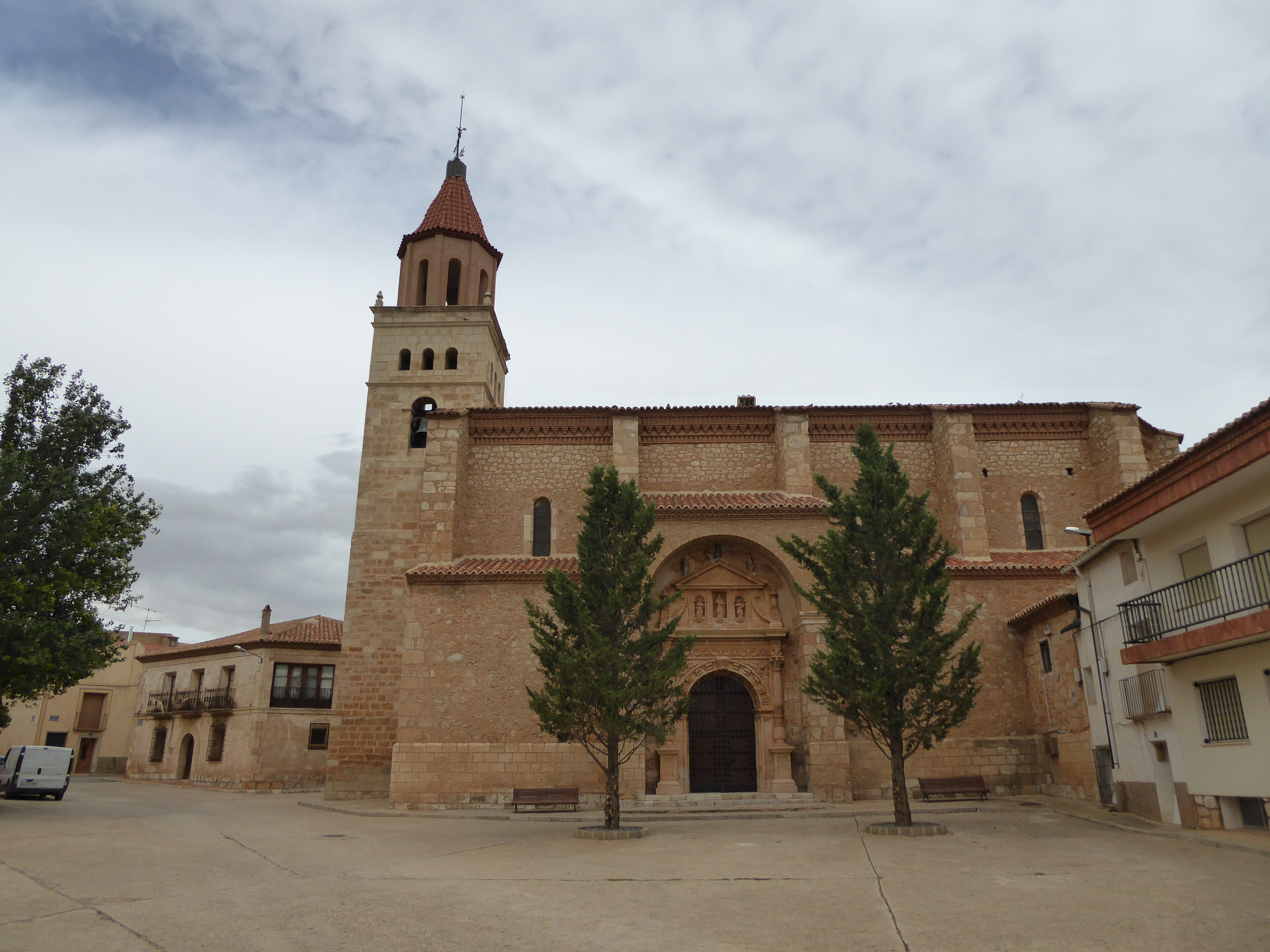
Dominikuskirche
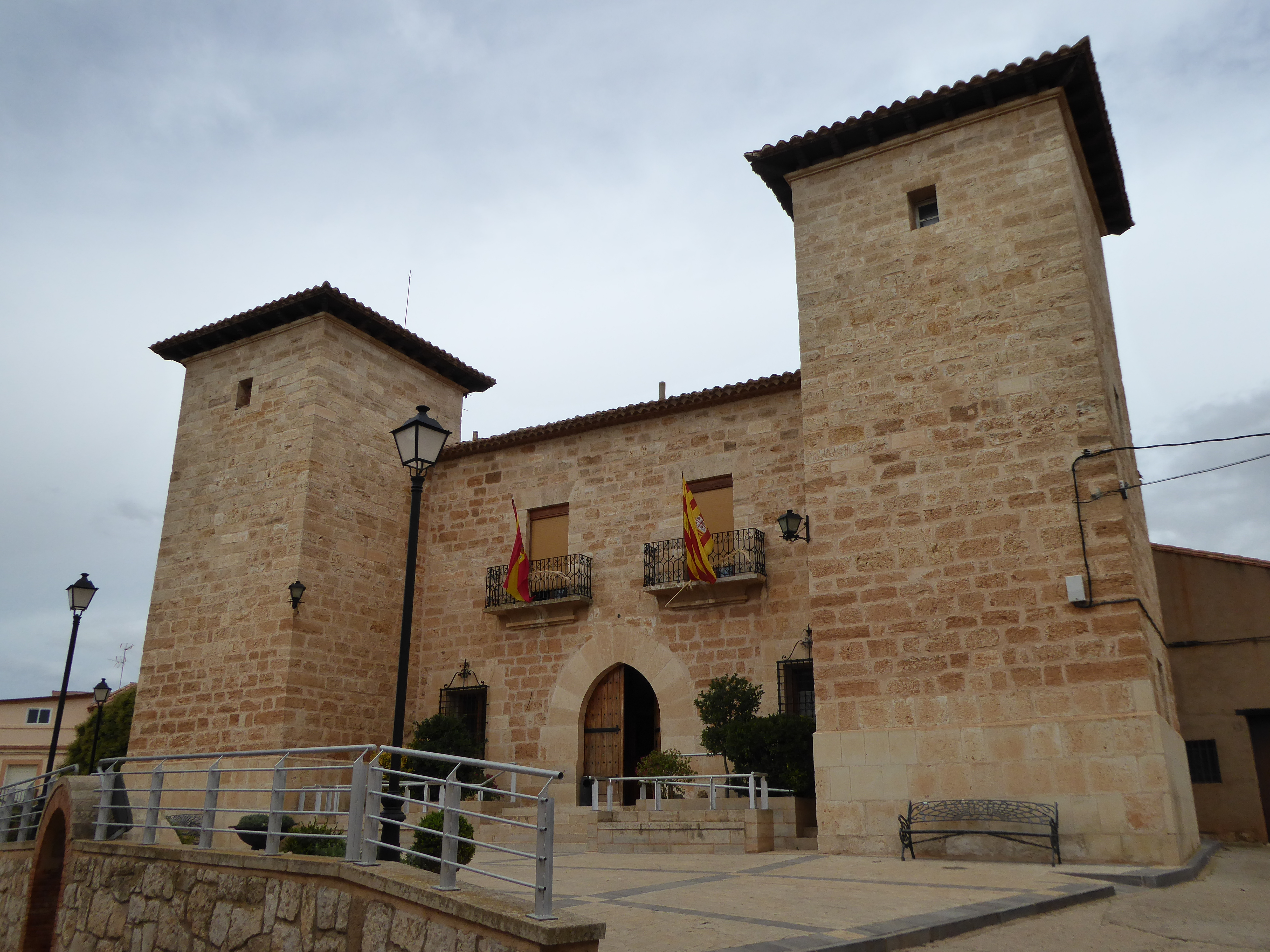
Rathaus

## Gemeindepartnerschaft
Mit der ukrainischen Stadt Wynohradiw besteht seit 1991 eine Partnerschaft.